# Edith Simcox
Edith Jemima Simcox (21 de agosto de 1844 - 15 de septiembre de 1901) fue una escritora británica, activista sindical y pionera feminista. 

## Trayectoria
Comenzó su carrera de escritora publicando críticas bajo el seudónimo de "H. Lawrenny", incluida una importante reseña de las Memorias de Jane Austen (1870). En 1875, Emma Paterson y ella se convirtieron en las primeras mujeres en asistir al Trades Union Congress como delegadas. Vivía en 60 Dean Street, Londres. De 1879 a 1882 fue miembro de la London School Board  en representación de Westminster.
Simcox era lesbiana y mantuvo una relación de admiración y pasión, no correspondida, con la ya anciana George Eliot. George Augustus Simcox y William Henry Simcox eran sus hermanos.

## Obras
- Ley natural: un ensayo de ética (1877).
- George Eliot. Su vida y obras (1881), artículo en Nineteenth Century.
- Episodios de ficción de las vidas de hombres, mujeres y amantes (1882).
- Artículo sobre la capacidad de las mujeres (1887), en Nineteenth Century.
- Civilizaciones primitivas: o bosquejos sobre la historia de la propiedad en comunidades arcaicas (1894).
- Un monumento a la memoria de  George Eliot: autobiografía de  Edith J. Simcox (1998), editada por Constance M. Fulmer y Margaret E. Barfield.